# Joaquim José Afonso Alves
Joaquim José Afonso Alves (Rio de Janeiro (em viagem), 1815 — Pelotas, 10 de agosto de 1899) foi um político brasileiro.

## Biografia
Filho de Domingos José Afonso Alves e Inácia Rodrigues do Vale, cursou a Faculdade de Direito de São Paulo, graduando-se em 1837, foi deputado provincial no Rio Grande do Sul (1848/63) e deputado geral. Elegeu-se vereador de Pelotas e, por ser o mais votado, assumiu a presidência da Câmara Municipal, cargo equivalente ao de prefeito, em 1849.
Foi presidente da província do Espírito Santo, de 12 de janeiro a 17 de março (?) de 1884.